# Marbella vice
Marbella vice es un videojuego creado por Picmatic en 1993 para máquinas recreativas.

## Producción
Se grabó en Marbella, Benalmádena, Bilbao y el Castillo de Butrón.

## Equipo
Fue dirigida por Álex de la Iglesia y contó, entre otros, con Álex Angulo, Catherine Fulop y Santiago Segura.

## Producción
Se distribuyó en cabinas de 24 y 46 pulgadas, que contenía un Amiga 500 y Láserdisc.

## Versiones
Se trabajó en una versión para PC que no llegó a venderse.